# 狼的孩子雨和雪
《狼的孩子雨和雪》（日语：おおかみこどもの雨と雪）是一部於2012年上映的日本動畫電影，由細田守創作故事及執導，奥寺佐渡子執筆劇本，貞本義行負責人物設計。故事主軸為親子關係，描述19歲的女大學生「花」愛上狼男，生下一對狼之子姊弟「雪」和「雨」，然後養育他們長大的13年間的故事。
本片是細田的第三部個人长篇动画电影，前兩作是《跳躍吧！時空少女》（2006年）和《夏日大作战》（2009年）。細田在受訪時表示，本片的製作理念不外乎他對小孩的憧憬和對母親的感覺和觀察。劇情中描寫的鄉下以細田的故鄉富山縣鄉村為藍本。本片共花費3年完成，以往細田的作品都是在動畫公司MADHOUSE底下製作，這次製作《狼的孩子雨和雪》的過程中，細田自己成立了「地圖工作室」，希望能更全心全意地投入製作。本片延續細田作品一貫的風格，在動畫上融合傳統2D手繪動畫和3D數位技術。
《狼的孩子雨和雪》於2012年6月18日在東京舉行首映禮，7月21日在日本院線上映。本片獲得的評價以好評為主，影評人大多稱讚本片的題材描寫和動畫，對於劇情則有部分批評的聲音。本片上映後獲得日本國內外各大獎項和影展的肯定，其中包含日本新媒體動漫藝術節動畫部門優秀獎、日本電影金像獎最優秀动画作品獎和每日電影獎动画电影獎等重要獎項。電影獲得的迴響令取景地成為觀光旅遊景點，2024年7月19日，作為電影主角住宅取景地的「山崎家住宅」被日本文化審議會列為國家有形文化財。

## 劇情
女大學生「花」與半狼半人的狼人「他」相遇、相愛並結婚，生下了一對同為狼人的孩子：姊姊「雪」和弟弟「雨」。雨出生後不久，想為孩子捕食的「他」不慎跌落大排水溝而死，成為單親媽媽的花獨力扶養一對兒女。雨和雪因年幼不懂事經常變成狼惹是生非造成鄰居困擾，花擔憂無法再隱藏兒女真實身份，因此選擇搬離城市。母子三人遷至偏遠清幽的山中廢棄古民家，那裡非常適合帶有獸性且活動量大的子女生活。起初，花獨自一人艱辛地修繕破舊的古屋，並嘗試靠農耕和使用丈夫生前的積蓄維持生活，但因為不諳農事而屢遭挫折。她堅強又積極的態度感動了鄰里，在老農夫韮崎和其它鄰里的幫助下，花一家的生活獲得改善。
在一個冬日，雨在獵捕一隻魚狗的過程中不慎落水，所幸雪將他救了起來。此次事件後，雨不自覺地喜歡上了這類出於原始本能的活動。相對的雪很羨慕同齡小孩能上托兒所，希望母親讓她像其它小孩一樣上學，並約定好不會變成狼。姊弟兩人先後被送到學校和人群接觸並學習人類生活。起初雪的表現有些異於常人，後來很順利地與同學打成一片，社會化良好，漸漸與一般少女無異。而社會化不良、時常獨來獨往的雨則嚮往沒有人類世俗禮教的野性生活，經常翹課變成狼跑到山中，與一頭老狐狸學習山林生存之道。
四年級時，雪的班上轉學來一個男生草平，草平注意到雪身上的動物氣味，雪因此想疏遠他。不想被這樣對待的草平追著她想要問原因，雪無法控制自己而變成狼並抓傷草平，導致雪對變成狼這件事更加反感。另一方面，在老狐狸死後，雨下定決心要繼承牠守護森林。漸漸地，雪和雨在選擇人與狼的道路上分道揚鑣，甚至大打了一架。在一個暴風雨天，雪被困在學校，而雨則獨自前往山林。在校內只剩下雪和草平時，雪變身成狼人並向草平坦白自己的秘密，草平稱自己早已知道，並承諾會守住秘密。花到山林搜索雨時體力不支失足滑落山谷昏迷，雨變成狼背著昏迷的母親到山腳下的停車場放置後離開，花醒來後看到狼型態的雨，雖然不捨，但意識到雨已經找到自己的道路，接受了他的離別並給予祝福。
隔年，雪進入中學就讀並在學校住宿，而花仍獨自在山上的古屋生活。最後山林傳來雨的狼嚎聲，花對於自己的一對子女感到自豪。

## 角色
花
女主角，生長在單親家庭、高中時因為父親身亡而獨自生活:5，父親曾教她在痛苦的時候還是要保持笑容。名字的「花」源自父親在她出生時看見庭院的波斯菊綻放，希望將她養育成如同花朵般永遠綻放笑容的孩子。故事開始時是東京郊外的國立大學二年級生，她在大学時代遇見男主角「他」而一見鍾情，後來得知他的身份後仍然與他繼續生活，並生下兩個「狼的孩子」雨與雪:5。他們一家四口後來在城市的角落過著平靜的生活，但在「他」意外身亡後，花便帶著兩個孩子遠離都市，搬到鄉下生活。開始嘗試種田有成，後來到當地的自然園區擔任導覽員。在理解雨的決心後放手讓他決定自己的道路，雪入住中學宿舍後獨自生活在山中小屋內，每日聆聽雨發出的狼嚎聲。
他（狼人）
花的丈夫、雨與雪的父親，姓名伊贺義。是據信已在百年前絕種的日本狼的末裔:5，幼年時父母雙亡，由不知情的親戚撫養成年，在考取駕照後為了尋找工作前往都市生活，可以在人型和狼之間切換。職業為送貨司機，在花就讀的大學旁聽:5時與她邂逅，育有兩個小孩雪和雨。在雨天為子女們捕捉野味的過程中失足摔落大排水溝而死，死後屍體化為狼型，遺體被垃圾車運走處理。花失足滑落山谷昏迷期間，出現在她的精神世界，告知雨已經找到屬於自己的人生道路。
雪
花與「他」的孩子、雨的姊姊，本故事的叙述人。因為在下雪的日子出生，所以被取名為雪:5。入學前個性活潑好動，進入小学就讀後發現沒有跟自己個性一樣的女孩子，開始希望自己能像普通少女般文雅端莊。因為社會化良好而選擇當人，決定不再變成狼，最後因念中學住宿而搬離山中小屋。
雨
花與「他」的孩子、雪的弟弟。因為在下雨的日子出生，所以被取名為雨:5。小時候經常會哭個不停，個性内向膽怯，但長大後狼的本性逐漸浮現，與想作為人類生活的雪有了衝突。尊敬統率山區的赤狐並尊其為師，最終選擇當狼，離開母親獨自前往山林生活，徹底成為一頭野獸。
藤井草平
在雪小學四年級時轉學過來的男孩，在班上很受歡迎:6。聞到雪的野獸氣味感到奇怪而詢問但處處被雪避開，繼續追問之後被逼急而變狼的雪弄傷了右耳。雖然注意到雪就是狼但是沒和別人說，為免引起騷動只說「被狼弄傷的」。後來在雪坦承狼人身分的時候，平靜的對她說「我早就知道了」，並承諾保守秘密。
韮崎
住在花一家附近的農家老人，高齡90歲。雖然很嚴格，但在農業工作方面給予花幫助。他家人開玩笑地說韮崎會這樣幫忙是因為「喜歡上了花」。
韮崎太太
韮崎的女兒。與嚴格的韮崎不同，是個開朗親切的人。:6
细川
與韮崎一樣是附近農家的主人。是個刀子嘴豆腐心、向花傳授了各種農業知識的好好先生。
山冈
附近農家的主人，與細川一起教花各種知識。雖然跟細川在栽培蔬菜的方法有不同的意見，但是兩人的關係其實很好。:6
天童
自然園區的理事長。
田邊老師
雪在小学班上的級任教師:6。
草平的母親
單親媽媽:6，再婚後草平認為母親懷了新孩子之後就不需要他了。
土肥太太
住在花一家附近的主婦:6。因為擁有孩子，會在育兒方面幫助花。
堀田太太
與堀田一樣、住在花一家附近的主婦:6。

### 配音員
| 日語配音員                | 角色       |
| ------------------------- | ---------- |
| 宮崎葵                    | 花         |
| 大澤隆夫                  | 他（狼人） |
| 黑木華 大野百花（幼年）   | 雪         |
| 西井幸人 加部亞門（幼年） | 雨         |
| 平岡拓真                  | 藤井草平   |
| 菅原文太                  | 韮崎       |
| 片岡富枝                  | 韮崎太太   |
| 小林隆                    | 韮崎先生   |
| 中村正                    | 細川       |
| 大木民夫                  | 山岡       |
| 井上肇                    | 天童       |
| 染谷将太                  | 田邊       |
| 林原惠                    | 草平的媽媽 |
| 谷村美月                  | 土肥太太   |
| 麻生久美子                | 堀田太太   |
| 小林里乃                  | 信乃（しの）   |
| 荒川ちか                  | 文子（ぶんこ）   |
| 春名風花                  | 荘子（そうこ）   |
| 上白石萌音                | 毛野（けの）   |
| 金子隼也                  | 仁（）     |
| 松岡天星                  | 忠與（ただとも）   |
| 佐藤瑠生亮                | 礼儀（まさのり）   |
| 桝太一                    | 電台播報員 |

## 製作團隊
- 原作・導演：細田守
- 脚本：細田守、奥寺佐渡子
- 人物設計：貞本義行
- 作畫導演：山下高明（日语：山下高明）
- 美術導演：大野廣司（日语：大野広司）
- 音樂：高木正勝
- 製作指導：城朋子（日语：城朋子）
- 製作：藤本鈴子、齋藤佑佳、岡田浩行、井上伸一郎（日语：井上伸一郎）、平井文宏、阿佐美弘恭、弘中謙、市川南（日语：市川南 (映画プロデューサー)）、高田佳夫、植木英則
- 製作總指導：奧田誠治（日语：奥田誠治 (映画プロデューサー)）
- Co.製作總指導：高橋望（日语：高橋望）
- 製作人：齋藤優一郎（日语：齋藤優一郎） / 伊藤卓哉、渡邊隆史
- 協力製作人：川村元氣、村上泉
- 色彩設計：三笠修
- CG導演：堀部亮
- 美術設定：上條安里（日语：上條安里）
- 服飾：伊賀大介（日语：伊賀大介）
- 劇中畫：森本千繪（日语：森本千絵）
- 編集：西山茂
- 錄音：小原吉男
- 音響效果：今野康之
- 音樂製作人：北原京子
- 聲優導演：增田悟司
- 製作幹事：日本電視台
- 製作：「狼的孩子雨和雪」製作委員會（日本電視台、地圖工作室、馬多浩斯、角川書店、VAP、D.N.dreampartners（日语：D.N.ドリームパートナーズ）、讀賣電視台、東寶、電通、Digital Frontier（日语：デジタル・フロンティア） / STV・MMT・SDT・CTV・HTV・FBS）
- 企畫・制作：地圖工作室
- 製作協力：MADHOUSE
- 配給：東宝

## 企劃構思
《狼的孩子雨和雪》由细田守構思故事和導演，是他继《跳躍吧！時空少女》（2006年）和《夏日大作战》（2009年）后的第三部個人长篇动画电影，也是《夏日大作战》後第二部完全原創的作品。《夏日大作战》的成功给了细田力量，让他专心于下一个原创故事的创作。本片延續細田作品一貫的做法，企劃以生活周遭和日常經歷為出發點:215，片中包含兩大主題：「親子關係」和「狼」:209，細田也表示這兩個元素是企劃之所以能成立的重點:216-217。

### 親子關係

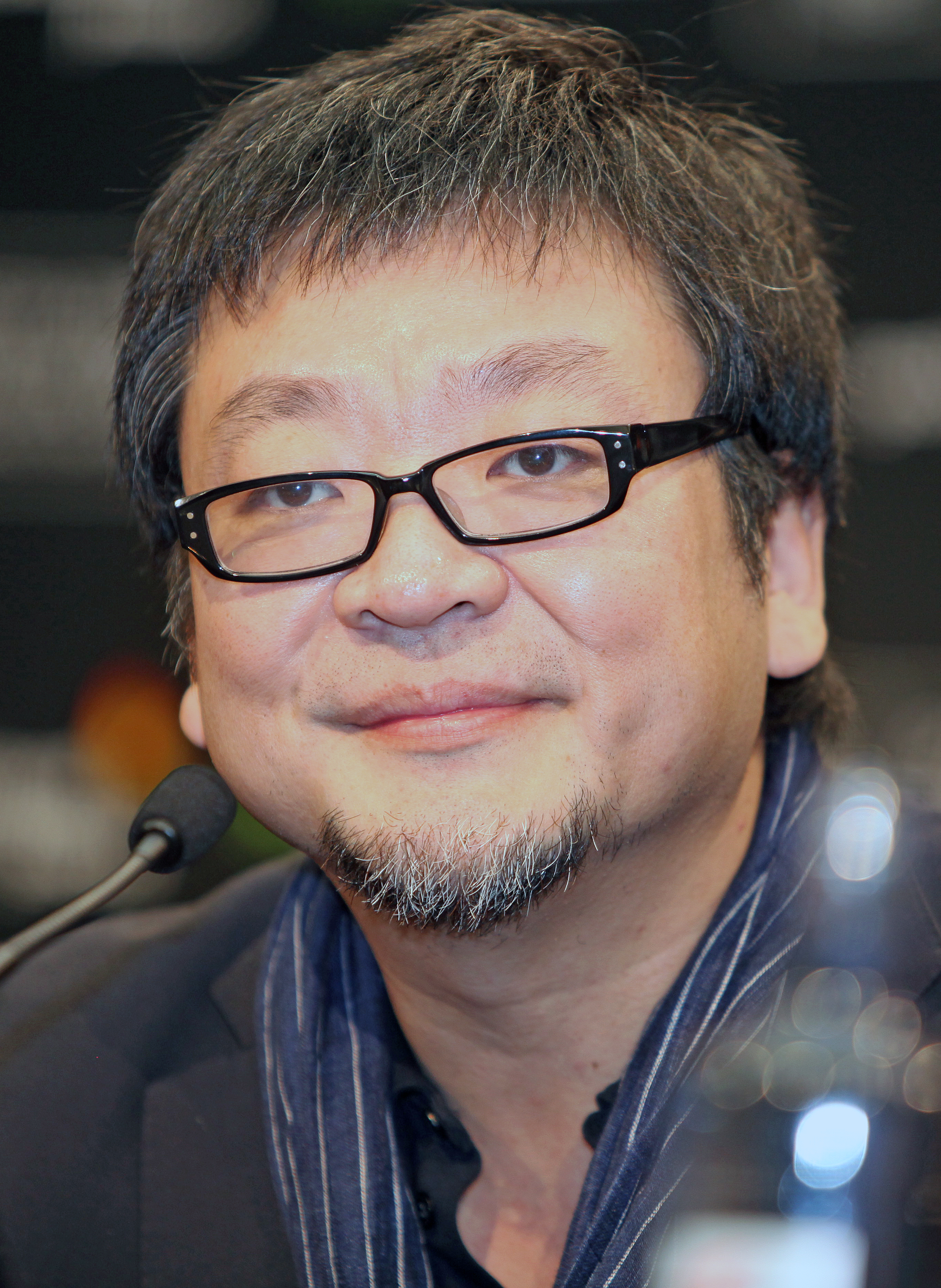
本片的內容很大部分是出於導演細田守（圖）對家人的觀察與看法

在「親子關係」方面，細田的製作理念出於對小孩的憧憬，以及對母親和奶奶的感覺與觀察（特別是母親）。《狼的孩子雨和雪》以「養兒育女的母親」為主角:213-214，當時還沒有小孩的細田認為養小孩不容易，但看到朋友迎接新生兒的快樂模樣，便覺得這「一定是最有意思的娛樂故事」:206。细田尝试着在電影中“描绘母亲的視角”，讓孩子們能了解一個母親將小孩帶大有多困難。細田接受《Fami通》訪問時表示，他一開始以為人們生養孩子是件很容易、很理所當然的事情，但結婚後開始發現，在都市裡因為缺乏公共環境的支持與制度保障，無法放心養育一個小孩，相對起來在鄉村生活會比較容易。
細田一開始有過親子三代的構想，劇情大致是祖父母在戰後的混亂中辛苦帶大孩子，再將時間延續到現代，但他發現自己應該描寫的是母親教養兒女的苦與樂，重點在於「父母」:216。對於此一主題，細田表示：「（……）我想傳達的是我感覺到母親有多偉大，以及我自己想成為什麼樣的父母。並且藉著作品大大方方地呈現出我的理想。」:208细田自身成长经历与家庭也是这部电影的创作来源。在《夏日大作战》制作过程中细田的母亲逝世了，细田在后来谈到他便以这部作品的完成来传达他对母亲的歉意。《狼的孩子雨和雪》中也传达了细田对长期不在身边的父亲的情感。
《狼的孩子雨和雪》的劇情围绕一位母亲角色展开，是動漫中少見的題材，根據細田的說法，他深入探究後甚至找不到相關作品可供改編:213-214。细田认为這是一个具有挑战性的动画主题，他表示女性角色比男性角色提供了更多的艺术创作空间，因為女性比大多數男性更看重婚姻和養育孩子。「成长」和「改变」也是故事中的两个重要要素，細田认为一个生命的诞生是一种奇迹，想将抚养孩子长大的感触通过动画展现出来。細田首次嘗試将故事跨度安排到13年之久:10，认为用13年来展现亲子关系是十分必要的，這樣才能刻畫從小孩诞生到长大自立、父母的使命宣告結束的過程。雖然沒有小孩，細田還是透過平常對孩子的觀察完成了對小孩的描寫。本片上映時，細田的孩子也誕生了，賦予他下一部作品《怪物的孩子》（2015年）的靈感。

### 狼
訂定親子關係的劇情方向後，細田開始思考要如何透過動畫來呈現，最後想到了動物:209。細田對犬科動物情有獨鍾:216，他在受訪時表示：「現實生活中要生小孩沒那麼容易，但應該有很多人養狗吧，我們家也是。（……）這也是某種人生的喜悅呀。」這個概念從狗開始發展，後來就變成了狼。:209细田認為狼「是很注重家庭的，牠們是有紀律的動物，會有領袖統率整個群體」，是這部電影的不二選材。細田也指出，狼（オオカミ，日本狼）在傳統日本文化中占有重要的地位，在日语中與“大神”同音。現在人們對狼的印象大多不太好，細田指出，這樣的印象主要起源自中世紀時基督教教會傳遞的思想，原本崇拜狼的日本在明治維新後也連帶受到影響。他認為狼其實是一種很敏感、纖細的動物，是相當有魅力的存在，希望通过这部电影將狼这种生物的另一面呈現給人們，来引起人们相关的思索，而非直接改变人们对狼的印象。
本片以狼人与人类相爱相处这种童话故事的形式展开，细田认为这样可引起人们留心于平常不被重视的日常的生活，希望人们能从华丽的视觉效果下察觉什么是对自己而言最重要的。同时细田也表示，在这种幻想式的家庭构成下更容易塑造家庭的日常琐事，并使其更能傳達給各类观众。片名中的「狼的孩子」（おおかみこども）乃細田自創的詞彙，另外還有「狼男」（おおかみおとこ）和「狼女」（おおかみおんな）、「狼少年」（おおかみ少年）和「狼少女」（おおかみ少女）的用法。細田表示，他創造「狼的孩子」這個詞的本意是想表達孩子與生俱來的活力和生命力。

### 設定

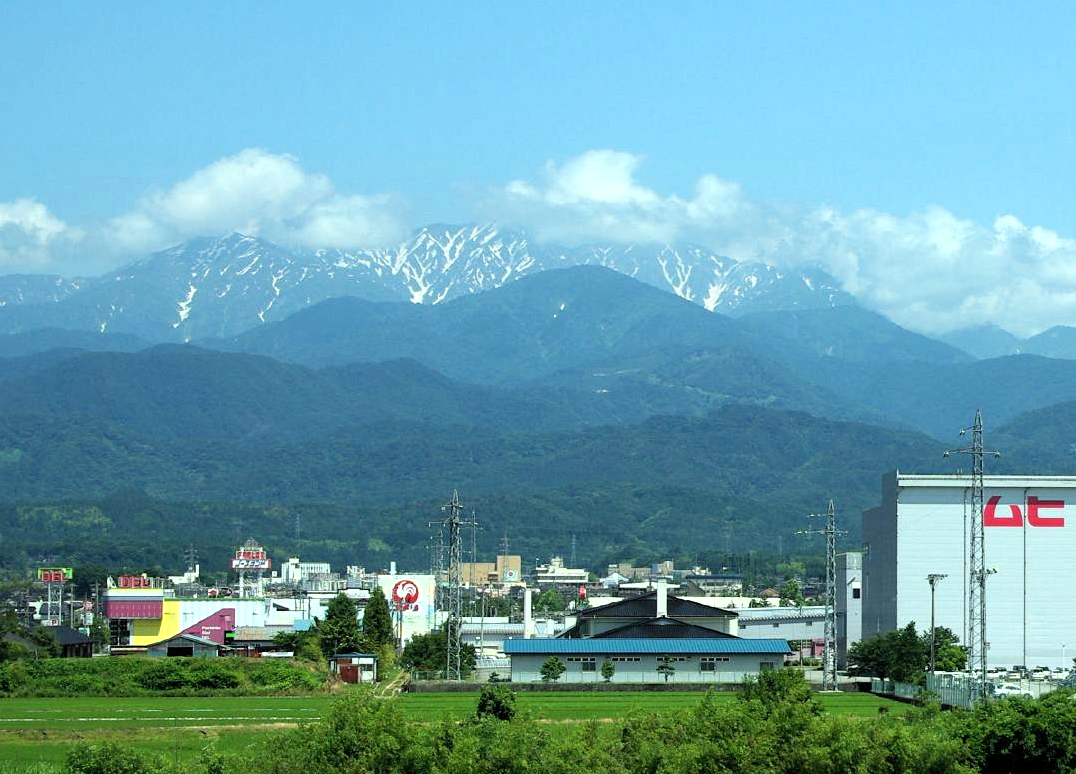
取景地富山縣上市町与立山町毗邻的景观，以及远处山脉剑岳

片中描寫的鄉下以細田的故鄉富山縣鄉村為藍本。《狼的孩子雨和雪》刻画了一位坚强地单独抚养两个孩子的母亲形象，讓细田联想到了他的故乡——富山县的上市町，於是以上市町和鄰近的立山町為背景的取材對象。細田從出生到18歲為止都住在富山縣。上市町和立山町间的名山剑岳及周边环境赋予了细田自然环境与背景描绘的灵感，细田也指出背景画面正是花的内心情感的写照。取景于自己的家乡也让细田感到对自己更坦诚和负责。
為了準備製作電影，細田帶著他的動畫團隊至上市町走訪，過程讓他有點尷尬：「這真是一次奇怪的體驗。我帶著我的團隊到故鄉來，他們是業界頂尖的動畫師，可是這地方真的沒有什麼東西。」花在鄉下住的屋子取材自上市町的一間老民宅（36°39′37″N 137°24′21″E / 36.660146°N 137.405835°E）。屋主早在2007年就去世了，無人居住的房子原定要拆除，但最後保留並開放給登山或是健行的人使用或休息。細田一行人在某次出外取景時相中了這間屋子；細田表示上市町雖然是他的故鄉，但他沒見過這間建築，那次只是憑著感覺偶然爬上山路，結果就發現了理想的取材對象。因為本作的高人氣，房子也變成了一個觀光朝聖的景點。另外，片頭花就讀的東京某國立大學是以東京國立市一橋大學為藍本，而花還住在東京時帶著孩子去的公園則取景於東京的井之頭恩賜公園。
片中花教狼人在吃烤肉串時將串起來的肉放進裝有醬汁的杯子裡蘸，細田表示這個獨特的吃法是師法自妻子家，當初他看到時甚為驚奇。細田在隨片講評中表示：「一起生活的話就會像這樣有很多機會接觸到不同的文化。」片中花教雪的咒語「禮物三個 繭三個」（おみやげ三つ たこ三つ）是由編劇奥寺佐渡子所構思，出自一首日本童謠的歌詞。

## 製作過程

### 前期製作
本片的製作人由齋藤優一郎、伊藤卓哉、渡邊隆史、川村元氣和村上泉擔任，其中的齋藤、渡邊、伊藤，還有正副總指導奧田誠治與高橋望都是和細田合作過《跳躍吧！時空少女》或《夏日大作战》的老班底:23。本片的工作人員全部有300人左右，原畫師則大概有20人。
本片的製作接續在《夏日大作战》之後，按照細田按照3年推出一部作品的頻率進行，每個階段——企劃、劇本和分鏡、動畫製作——各要花上1年進行:202。劇情發想首先於2009年8月至2010年6月進行，2010年7月進入編劇階段，至10月完成:17。本片的劇本由和細田合作過《跳躍吧！時空少女》和《夏日大作战》的女編劇奥寺佐渡子負責:209。奧寺表示，前兩部作品是按照傳統的劇情順序——第一幕、第二幕、第三幕、中點，最後是高潮，而本片則是屬於花時間慢慢醞釀的類型，跳脫了既定模式。編寫劇本的過程是奧寺先完成初稿，細田讀過後進行修改，再回到奧寺這邊，在如此反覆來回中共同創作，奧寺認為這算是比較少見的做法:244。
人物設定於2010年9月至12月進行，負責人是同樣參與過細田前兩部作品的貞本義行:209。期間劇組也在2010年9月至11月間同步進行第一階段的取材，足跡遍及茨城、神奈川、新瀉、千葉、富山和石川:17。之後劇組開始繪製分鏡圖，從2010年12月一直畫到2011年10月，同時在2011年1月至9月之間進行第二階段的外景取材，走訪了東京和富山:17。這段期間日本發生311大地震，團隊不免受到了影響。
對於長大後的雨和雪因為意見相左而扭打的橋段，細田表示這段的靈感是來自一名女性工作人員提供的經歷：她和弟弟打架，因為打不贏所以躲進廁所。細田將結局的分鏡圖重畫了好幾次，第一種版本的畫面中有一朵積雨雲，花一個人在家，笑著聽著遠處傳來的嚎叫聲。有人認為這種結局稍嫌落寞，細田於是改畫花被村民圍繞的結局。製作人川村覺得第一種比較好，孩子離開身邊雖然會有些落寞，但看著孩子長大也會有一股成就感；而且結尾就已經逐漸聚焦在一家三口上，沒必要再提到村民。細田最後也選擇了第一種版本，也就是觀眾現在看到的樣子。:267-268

### 動畫製作
本片的動畫製作於2011年2月開始，2012年5月結束:17。細田的前兩部作品《跳躍吧！時空少女》和《夏日大作战》都是在動畫公司MADHOUSE底下製作的，這次製作《狼的孩子雨和雪》的過程中，細田想要擁有更能全心全意進行電影製作的地方:26，於是在2011年4月與製片人齋藤優一郎成立了「地圖工作室」:23。地圖工作室的人員數量、空間和規模都保有彈性，據齋藤表示，他們通常是「只要一開始製作就擴大，告一段落時又縮小」。為了此次製作，他們在高圓寺租了一個六、七十坪的空間當拍片現場，完成後所有人又帶著各項相關資料和自己的桌子搬到十坪左右的辦公室。:202
細田認為日本能將動物畫得栩栩如生的動畫師很少，因此找來任職於東映時的師父山下高明來擔任作畫導演。山下也是細田的長期合作夥伴，從細田最早的導演作品《劇場版數碼寶貝大冒險》（1999年）到上一部《夏日大作戰》都有參與:116-117。本片中有超過100個鏡頭由西田達三完成，他也是和細田從《ONE PIECE 祭典男爵與神祕島》（2005年）開始合作的老班底:117。新加入的高松洋平負責本片的背景繪圖，工作內容主要是雪就讀的學校:130。花和兩個孩子在雪地上翻滾的橋段由井上俊之繪製，而電影後半段花去森林找雨時遇到熊而徬徨失措的一連串畫面則是由浦上貴之負責。雪和草平在空教室裡談話的橋段由年輕動畫師高瀨智章作畫。因為每位畫師有各自的畫風，所以會由作畫導演山下視工作內容進行調度安排，以及風格統整。
本片延續細田作品一貫的風格，在動畫上融合傳統2D手繪動畫和最新的3D電腦繪圖（CG）技術:44。雖然當時日本動畫使用數位技術已經不罕見，不過和其他作品較為不同的是本片也將CG技術運用在構圖上。大部分作品中將人物與背景結合的作業是由專業的「攝影」人員進行，本片則是聘用CG人員工作室來完成全片的構圖，讓傳統不會被賦予動作的背景動起來，目的是打破類比與數位的限制，豐富整個畫面。:12
身為導演，細田在講評中稱自己最喜歡的部分是花和老農夫韮崎在夕陽下對話，以及花對著亡夫狼人的駕照講話的橋段。

### 錄音
後期配音於2012年4月1日至4月5日進行:17。細田表示，原本主要錄音有可能會花到一個星期，所幸聲優們配音的速度很快。本片的台詞錄製完全是按照劇情順序進行，細田表示，會堅持這麼做是為了讓花的聲優宮崎葵能貼近花逐漸變化的心情:10。不過兼任長大後的雪的聲優和旁白的黑木華的錄音順序比較特別，她首先是按照電影進行順序錄了一次旁白，之後幫正片中的雪配音，最後一天再重新錄了一次旁白。出於細田對錄音品質的堅持，本片不使用以前常用的Neumann麥克風，而是首度選用動畫片鮮少採用、影劇比較常見的指向式槍型麥克風來錄製。細田在講評中表示，這次的錄音方式不像一般都將麥克風架在聲優面前，而是使用指向式麥克風並設置在聲優背後，採用類似電視劇在實際拍攝時的收音方式錄音，進而得到「同錄」（一邊演戲一邊錄音）的音質，比較自然。解釋完錄音方式後，細田也補充表示不使用Neumann的原因：那款麥克風會讓聲優想要把身體往前傾，造成聲音太過強烈。後來劇組在2012年4月28日至5月9日又進行了一次配音:17。

#### 配音
本片的聲優陣容一直到了2011年12月時都還在物色，最後本片的男女主角——花和狼人「他」分別由演員宮崎葵和大澤隆夫聲演。本片為宮崎的第三部配音動畫作品，前兩部為《失序森林-銀髮阿基德》（2006年）和《Colorful 多彩奇幻之旅》（2010年）:5。宮崎雖對配音工作不甚有自信，但因為受到故事吸引而應邀接演。她在錄第一場戲前非常緊張，不過後來發現這次配音其實和平常演戲還挺像的。對於角色的詮釋，宮崎本來有意區分花的各個階段，但在細田的建議下，她的想法改成「倒不如在和每個人接觸的過程中，聲音逐漸改變比較好。」宮崎的戲份花了4天的時間錄製完成，過程中只有少數片段需要重錄，她覺得在錄音室站著不動卻得表現出正在動的聲音頗為困難。錄到後半段時，花跌落山谷的橋段需要即興演出，讓宮崎瀕臨極限，但她也認為這樣比較好演。至於大澤，本片是他第一次參與長篇動畫的配音，這次會接受邀請加入也是受到電影內容的吸引，以及對細田動畫作品的喜愛，接到邀約時心想就算只能演一幕也願意。大澤表示過程雖然緊張但也很愉快。
細田表示，花和狼人「他」這兩個角色很難詮釋，經過了多次試演會都沒有找到適合的聲優，最後決定找宮崎和大澤。細田隱約考慮到花的聲優人選應該要挑個沒有育兒經驗、可以一起體驗一切的人來演，於是就想到了宮崎:9。細田認為兩人是不二人選，在聽到他們的聲音時甚至有種終於和角色本人相會的感覺。他也在講評中提到，自己原本是以故事本身去製作電影，後來宮崎和大澤加入之後，他透過兩人的聲音對角色有更進一步的理解。
小時候的雪由童星大野百花配音，加部亞門負責聲演小時候的雨。大野是在試演會上以雪初到鄉下興奮不已的橋段獲得細田青睞，因而脫穎而出，而加部在試演會上演出的則是雨溺水的橋段。雪和雨小時候發出的各種聲音，例如哭聲、嘔吐、打嗝、吠叫和嬉鬧聲等，都是由大野和加部負責。對於配音上困難的部分，大野表示，後期錄音時得站著不動演出很累的感覺有點辛苦。而加部則提到他在幫雨落水的橋段配音時達不太到細田要求的「壓低聲音」，因此重錄的次數多達35次左右；細田表示他會這麼磨戲是因為這段戲象徵著雨變得堅強的契機，相當重要。
長大後的雪由黑木華配音，同時兼任旁白:236。黑木當初在試演會上演出了雪誤傷草平後在車上大哭的橋段，且也有為花和雨試鏡。細田感覺黑木的表現相當突出，並看上了她樸實純真且適合詮釋雪的特質，於是從眾多候選者當中選擇了她。本片是黑木的第一部動畫配音作品:239，她認為少女期的雪在要以人類身分生活上做了相當大的決定，是個「深深相信自己能用人類身分活下去的女孩」:239。黑木也稱雪的個性堅強又開朗，認為自己「演出了她坦率而真實的個性」:239。長大後的雨由西井幸人配音。西井也是第一次擔任動畫電影的聲優，因此覺得在非得配合角色不可的部分很困難。西井他認為雨顯得孤立的原因，是在找到自己的容身之處後就不希望別人和自己接觸。至於雨在狼型態下發出的聲音也是由西井配音，他表示自己不太懂狼的叫聲，於是透過模仿家裡的寵物狗的聲音來解決。黑木有弟弟，而西井有姊姊，正好和劇中角色相對應。西井對試鏡時演出的姊弟打架橋段頗有共鳴，而黑木覺得印象深刻的部分則是一家三口在雪地玩耍、以及雪和草平隔著窗簾對話那段。
配角方面，幫老農夫韮崎配音的聲優菅原文太原本已在2012年2月宣布退出演藝圈，這次復出也是繼《地海戰紀》（2006年）後睽違6年再次擔任動畫聲優。在為期一週的配音過程中，菅原的部分是在主要部分錄完後的第5天錄音的。菅原自己也有在山梨縣韮崎市從事農作:6，細田問他片中的番茄爛掉是生了什麼病，他很快就能回答說是立枯病。菅原後來於2014年年底去世，本片因此成了他的遺作。為托兒所老師配音的染谷将太:96在片中有一段講課的戲，細田在錄音前三分鐘臨時給他一份有關燕子的教科書影本，要他即興演出講課，結果錄一次就過關。替農家主人細川配音的中村正是細田作品的固定班底，在前兩部作品中都有登場:6。土肥太太的聲優谷村美月也是前兩部作品的成員:6。雪讀小學時一起玩耍的女孩由其他參加雪的試演會、表現不錯的小朋友配音。幫文子配音的童星兼偶像團體乙女新黨成員是第一次擔任動畫電影聲優。

## 配樂
本片的配樂由初次參與整部電影製作的高木正勝負責譜曲:204。細田守當初邊聽著高木的音樂邊創作劇情和分鏡，成了此次合作的契機。高木表示，他在2011年年底、大約是聖誕節的時候，收到東寶音樂（東宝ミュージック）製作人北原京子寄來的Email，詢問他有沒有興趣幫細田的新作配樂:135-136。高木原本從事的是偏藝術性質的工作，但也非常嚮往像吉卜力那樣感動男女老幼，看過細田作品的他認為這是能夠發揮的好機會，於是答應:136。高木一開始完全不知道配樂要怎麼做，過完年後開始參與討論，拿到分鏡圖就直接開始譜曲，錄完音後拿去和細田討論，如此重複多次。他用「畫素描」來形容這種模式，並表示和細田的此次合作讓他獲益良多。:137
配樂內容方面，高木指出，因為本片的台詞和音效較少，有很多部份都得靠配樂來傳達:138。他刻意嘗試挑戰了各種沒試過的表現法，試圖做出更為大眾化的音樂，起碼每首曲子都要能當歌唱:140。對於配樂的理念，高木表示，動畫負有傳遞重要觀念的使命，要讓孩子領悟、學習那些不變的人生道理，這次機會讓他覺得這份使命終於輪到了他身上:141-142。
本片的主題曲「母親之歌」（おかあさんの唄）由高木作曲，細田作詞，主唱由安佐里（Ann Sally）擔任，她在當內科醫生之餘投身音樂，也是兩個孩子的母親:204。

### 原聲帶
2012年7月18日，日本VAP發行了《狼的孩子雨和雪》的電影配樂CD《「狼的孩子雨和雪」Original Soundtrack》（「おおかみこどもの雨と雪」オリジナル・サウンドラック），這張專輯內包含24首曲目，都是由高木創作編曲。CD的銷量至今已達到2萬張:220。
| 「狼的孩子雨和雪」Original Soundtrack | 「狼的孩子雨和雪」Original Soundtrack | 「狼的孩子雨和雪」Original Soundtrack |
| 曲序                                  | 曲目                                  | 时长                                  |
| ------------------------------------- | ------------------------------------- | ------------------------------------- |
| 1.                                    |                                       | 1:31                                  |
| 2.                                    |                                       | 1:51                                  |
| 3.                                    |                                       | 1:39                                  |
| 4.                                    |                                       | 1:35                                  |
| 5.                                    |                                       | 4:26                                  |
| 6.                                    |                                       | 0:44                                  |
| 7.                                    |                                       | 2:36                                  |
| 8.                                    |                                       | 2:14                                  |
| 9.                                    |                                       | 3:02                                  |
| 10.                                   |                                       | 1:24                                  |
| 11.                                   |                                       | 4:40                                  |
| 12.                                   |                                       | 2:08                                  |
| 13.                                   |                                       | 1:20                                  |
| 14.                                   |                                       | 2:01                                  |
| 15.                                   |                                       | 2:13                                  |
| 16.                                   |                                       | 1:12                                  |
| 17.                                   |                                       | 2:11                                  |
| 18.                                   | （電影未使用）                        | 1:28                                  |
| 19.                                   |                                       | 3:24                                  |
| 20.                                   | （電影未使用）                        | 1:47                                  |
| 21.                                   |                                       | 1:44                                  |
| 22.                                   | （電影未使用）                        | 3:56                                  |
| 23.                                   |                                       | 4:51                                  |
| 24.                                   |                                       | 5:13                                  |
| 总时长：                              | 总时长：                              | 62:39                                 |

## 發表與上映
2011年12月13日，本片在日本千代田区的東寶總部的記者會上正式對外發表，並定檔於2012年7月21日星期六在日本國內上映，以「夏季動畫」為定位:207。地圖工作室的成立消息、電影海報和官方網站也在同日公開。2012年1月21日釋出首支預告片。主要角色的聲優名單在同年4月5日對外公布。6月5日舉辦首次內部試映會:17。
《狼的孩子雨和雪》的日本首映禮於2012年6月18日在東京舉行，出席的劇組成員包含導演細田守、聲優宮崎葵、大澤隆夫、黑木華、大野百花、西井幸人和加部亞門等人。2012年6月25日，本片在法國巴黎最大的電影院UGC Ciné Cité Les Halles舉辦全球首映禮，細田和宮崎代表出席，約500張門票在發售首日即售罄。本片在最大的10號影廳放映，播畢後獲得全場觀眾起立鼓掌2分鐘。與此同時，細田守藝術展也在巴黎舉行。
2012年7月21日，本片開始在日本院線上映，同年9月14日下檔後隨即進入二輪放映，至12月31日為止:273。本片在電影院販賣的周邊商品有將近四十個品項:36-37。除了日本以外，本片也在超過30個國家或地區上映。2021年8月9日，本片和《怪物的孩子》在第74屆盧卡諾影展中特別播映。2022年7月，《狼的孩子雨和雪》、《夏日大作戰》、《龍與雀斑公主》於法國巴黎日本博覽會細田守影展單元出展，本片排定於7月14日撥映。2022年7月23日至9月4日，上市町為紀念《狼的孩子雨和雪》電影上映十週年，在西田美術館舉辦特別展覽，通過分鏡和原畫介紹電影的世界，同時安排活動期間的觀光路線，於8月11日邀請細田守和同為富山縣的女演員繪本作家室井滋舉行對談，在北阿爾卑斯文化中心同步舉行電影特別播映。及後日本登山地圖應用軟體公司「YAMAP」配合《狼的孩子雨和雪》電影上映十週年紀念暨新町制70週年紀念活動，於2023年5月27日在富山縣上市町舉辦植樹祭和電影播映會。

### 家用媒體
本片的DVD和藍光光碟於2013年2月20日在日本發售，包含兩片光碟，第一片為電影本片加上隨片講評，第二片則收錄了活動影片集錦和預告片。臺灣地區的家用媒體由普威爾國際代理，於2013年3月18日推出。
2015年7月1日，為了慶祝細田守新作《怪物的孩子》將於同年7月11日上映，「日本電視台・地圖工作室LLP」推出了「細田守監督 三部曲 Blu-ray BOX 2006-2012」的藍光光碟盒裝合集，收錄了本片、《跳躍吧！時空少女》以及《夏日大作戰》三部作品:31-32。

### 電視播出
2013年12月20日，本片在日本電視台（也有參與本片製作）節目《週五電影院！》首播，獲得15.4%的收視率。2015年7月，細田守新作《怪物的孩子》上映前夕，日本電視台按照新作上映前播放舊作來加以宣傳的慣例，在連續3週的《週五電影院！》依序播出《夏日大作戰》、本片和《跳躍吧！時空少女》三部作品:34-35，其中本片是在7月10日播出，收視率為13.6%。2017年3月24日，本片第三次在《週五電影院！》播出，收視率為11.3%。2021年7月2日，隨著《龍與雀斑公主》上映在即，本片再一次重播，收視率9.4%。

## 評價與分析

### 日本國內
2012年7月，在细田守与富野由悠季的面对面单独谈话中，富野高度赞赏了《狼的孩子雨和雪》，认为本片在平静真实的描写下已经超越過去的变身题材和恋爱题材动画，“可以说本作开创了新的时代”，與本作相比之下，以前的作品只会像是為了迎合时代的手法照葫芦画瓢而已。他同时表示本片中的细节问题都是瑕不掩瑜的。細田的好友兼動畫製作人鈴木敏夫於2012年10月在節目《汗流浹背的吉卜力》中表示，這種講家庭互動的作品曾經是日本電影界拿手的類型，然而在電視劇《男人真命苦》播完後就沒有再出現新的了，直到這部《狼的孩子雨和雪》出現為止。鈴木也說：「有鑑於細田的母親在他拍《夏日大作戰》時去世，加上他又不是個孝子，可知這部電影一定有向母親贖罪的意味。（……）雨幼時備受呵護，長大後不孝跑去山裡，肯定就是以細田為原型。」日本劇作家豬上秀德在2017年接受訪問時也給予本片好評。
影評人吉田廣明於2012年8月在雜誌《電影旬報》上撰文評論該片，指出細田過往的作品《小魔女DoReMi》第40話《DoReMi與放棄當魔女的魔女》、《ONE PIECE 祭典男爵與神祕島》、《跳躍吧！時空少女》和《夏日大作戰》幾乎都是以主人公的選擇為主軸，而這部片著重的與其說是孩子們的選擇，不如說是母親——花的選擇。花給予孩子的接納和祝福獲得了吉田的高度肯定，他表示：「這是我第一次見證和我幾乎同世代的電影人真正成長為大人。」2013年10月，評論家青柳美帆子指出，許多人認為花是理想的母親，但那只是因為她的成長歷程中沒有可以當作榜樣的母親角色，造成她對孩子付出絕對、甚至盲目的愛。青柳舉出細田在訪談中的言論，認為他仍舊是站在旁觀者的角度來說故事、對於核心感情其實沒有什麼感覺，只是憑著觀察到的理想形象塑造出一個完美到扭曲的母親。相對於青柳的意見，作家西森路代有另一方面的看法。2015年他在《單親媽媽的貧困》（シングルマザーの貧困）一書的書評中提到了本片，指出本片上映時有許多人對於過度美化的母親形象感到不舒服，但他認為日本人所說的「母性」指的就是像花這樣子的理想形象，遇到困難時與其求助於外界，不如自食其力，接受一切而毫無怨言，這些是現代很多單親媽媽所做不到的。
2022年4月，「Japan Web Magazine」評選30部不限年份的最佳日本動畫電影，《狼的孩子雨和雪》排名第13名。

### 國外媒體
影評匯總網站爛蕃茄收集了19篇針對本片的專業影評，其中有18篇給出了「新鮮」的正面評價，得出「新鮮度」為95%，平均得分8.5分（滿分10分），而Metacritic則根據5篇評論文章，其中4篇予以好評，無差評，1篇褒貶不一，給出平均分71（滿分100），綜合結果為「普遍良好的評價」。
《日本时报》的马克·席林（Mark Schilling）给予《狼的孩子雨和雪》三星评价（最高五星），認為細田在描繪人文題材和孩子成長上走上了固有且可預測的方向，希望他能跨出更有想像力的一步。不過席林也稱讚細田帶來了令人喜悅的片段，同時也精闢描寫農村生活的艱辛和初為人母的疲憊。對於「雪」和「雨」姊弟不同的成長故事，席林認為，兩條劇情線可能各自只夠滿足一種性別的觀眾，另一種性別的人不免會無聊，而老套的故事走向也讓他很介意。他寫道，也許這部片的內容符合現代孩子常被鼓勵必須做出選擇的現實，他還是希望細田下次能做得更面面俱到。美國《好萊塢報導》的法蘭克·謝克（Frank Scheck）認為，本片是一部感人且引人入勝的作品，但有著劇情步調過於緩慢和英文配音生硬兩大缺點。對於本片的內容，謝克指出，雖然取了這樣子的片名，但本片的內容其實是要給大人看的，裡頭包含隱喻和成熟的題材，是美國動畫片較少見的。他總結道，「本片是一則動人的寓言故事，講述了為人父母的辛苦之處和自我探索的過程。片中精美的手繪動畫和感人的劇情相輔相成。」
新加坡《我报》的大卫·蔡（Dave Chua）称赞了电影对于细节的刻畫，表示本片「從門上的木頭紋理到林景都有著精美樸實的細節所在，使得本片超越了普通动画电影的水準」。法国《世界报》的托马斯·索蒂内尔（Thomas Sotinel）则给予了本片五星滿分的评价，稱讚片中精緻的動畫，並表示本片的結局是「《狼的孩子雨和雪》這部美麗電影應有的史詩結局」。美國《洛杉磯時報》的影評人肯尼斯·圖蘭在影評中稱本片是「一則奇怪的故事，敘事風格獨特，給人感傷、憂鬱又怪異的感覺。雖然本片在視覺呈現上色彩繽紛，有時也觸動了觀眾的感情，但明明劇情出現慘忍的轉折，英語配音聽起來卻是那麼的甜膩和膚淺。」片中對於父母擔心孩子是否能在世上找到容身之處的情感有所刻劃，圖藍認為這個部分「相當迷人」。美國《天主教國民週刊》的編輯史蒂文·D·格雷丹努斯（Steven D. Greydanus）將本片列入2013年最佳電影的二軍名單中，認為本片前段的部分內容有點問題、結尾的高潮部分曖昧不清，但故事主幹稱得上魅力十足。
英文網站“Speculative Faith”的D·M·达彻（D. M. Dutcher）认为本片虽不完美但已足夠精彩，就算是非动画爱好者也可以尝试一看，并认为本片“本身就是一个温暖人心的故事”。达彻还将本片与基督教联系了起来，片中“花”秘密抚养着半人半狼的孩子，而又不得不会与外界接触的情节让达彻联想到這就好像基督教们虽然活在世间，但又不完全属于这个世界一样。中國大陸雜誌《二次元狂热》的漫画评论家Macro kuo认为细田守正是因为把自己的親身经历和现实中遭遇融入到自己的创作中，讓他突破了以往日本動畫著重於描寫「動畫角色」而非「人物」的窠臼：“细田守在这部片子里达成的，就是将他一向的不给人物影子的二次元式画法和与这种画法南辕北辙的、将主人公作为『人物』而非『角色』进行描写的方向性相融合的一种独特风格。”。2022年，線上娛樂新聞網站《Screen Rant》根據《MyAnimeList》的評分，選出2010年代十大日本獨立動畫電影，本片排名第3名。

## 票房
《狼的孩子雨和雪》於2012年7月21日星期六開始在日本的381家電影院上映，上映兩天（7月21日、22日）共吸引了27萬6326觀影人次，票房达到3亿6514万9000日元，首周便超过了同期的皮克斯動畫《勇敢传说》，成績次于《海猿：終極救援》排名亞軍。至第4個週末（8月12日、13日）的票房出爐後，本片的票房正式達到21億9,607万3,650日元，超過了《夏日大作戰》的最終票房16億5000萬日元，刷新細田守的個人最佳成績。上映30天後觀影人次達到240萬，並在上映59天內突破40億票房大關。一直到同年11月底，本片的觀影人次已經超過341萬。最终《狼的孩子雨和雪》在日本国内以42.2亿日元收官，位列2012年日本最高电影票房第五位，也是該年度日本出產的唯一一部原創動畫電影。
本片於2012年8月29日在法國院線上映，上映的規模雖然不大，但仍獲得不錯的成績:43。至10月中旬，本片在法國的觀影人次已超過10萬，最後總計結果達到22萬:43。

## 得獎紀錄

### 日本國內
| 日期                                               | 獎項/活動/頒獎單位                 | 類別                        | 獲獎或入圍者                                   | 結果   | 来源                    |
| -------------------------------------------------- | ---------------------------------- | --------------------------- | ---------------------------------------------- | ------ | ----------------------- |
| 2012年                                             | 第30屆Golden Gross獎               | 優秀銀獎                    | 《狼的孩子雨和雪》                             | 獲獎   | [ 104 ]                 |
| 2012年                                             | 第16屆日本新媒體動漫藝術節動畫部門 | 優秀獎                      | 《狼的孩子雨和雪》                             | 獲獎   | [ 105 ]                 |
| 2012年                                             | 第17屆日本網路電影大獎             | 日本電影部門電影獎          | 《狼的孩子雨和雪》                             | 第3名  | [ 106 ]                 |
| 2012年                                             | 第17屆日本網路電影大獎             | 日本電影部門导演獎          | 細田守（《狼的孩子雨和雪》）                   | 獲獎   | [ 106 ]                 |
| 2012年                                             | 第17屆日本網路電影大獎             | 日本電影部門動畫獎          | 《狼的孩子雨和雪》                             | 獲獎   | [ 106 ]                 |
| 2012年                                             | 第17屆日本網路電影大獎             | 日本電影部門女主演獎        | 宮崎葵（《狼的孩子雨和雪》、《天地明察》）     | 第7名  | [ 106 ]                 |
| 2012年                                             | 第17屆日本網路電影大獎             | 日本電影部門新人演員獎      | 大野百花（《狼的孩子雨和雪》）                 | 第6名  | [ 106 ]                 |
| 2012年                                             | 第17屆日本網路電影大獎             | 日本電影部門配樂獎          | 《狼的孩子雨和雪》                             | 第2名  | [ 106 ]                 |
| 2012年                                             | 第17屆日本網路電影大獎             | 日本電影部門投票獎          | 《狼的孩子雨和雪》                             | 第2名  | [ 106 ]                 |
| 2012年                                             | 第17屆日本網路電影大獎             | 日本電影部門熱愛程度排名    | 《狼的孩子雨和雪》                             | 第11名 | [ 106 ]                 |
| 2012年12月8日（公布名單） 2013年2月3日（頒獎典禮） | 第34屆横滨电影节                   | 審査員特別獎                | 《狼的孩子雨和雪》                             | 獲獎   | [ 109 ]                 |
| 2013年                                             | 第4屆日本電影院工作人員電影節      | 北斗七星獎（國片部門第1名） | 《狼的孩子雨和雪》                             | 獲獎   | [ 110 ]                 |
| 2013年                                             | 第4屆日本電影院工作人員電影節      | 導演獎                      | 細田守（《狼的孩子雨和雪》）                   | 獲獎   | [ 110 ]                 |
| 2013年                                             | 第3屆Location Japan大獎            | 不適用                      | 《狼的孩子雨和雪》                             | 獲獎   | [ 111 ]                 |
| 2013年1月18日                                      | 第67屆每日電影獎                   | 动画电影獎                  | 《狼的孩子雨和雪》                             | 獲獎   | [ 112 ] [ 113 ] [ 114 ] |
| 2013年1月30日                                      | WARNER MYCAL电影院大賞             | 十大電影（國片）            | 《狼的孩子雨和雪》                             | 第1名  | [ 115 ]                 |
| 2013年3月8日                                       | 第36屆日本電影金像獎               | 最優秀动画作品賞            | 《狼的孩子雨和雪》                             | 獲獎   | [ 116 ]                 |
| 2013年3月19日                                      | 第18屆AMD大賞                      | 大獎（總務大臣獎）          | 《狼的孩子雨和雪》                             | 獲獎   | [ 117 ] [ 118 ] [ 119 ] |
| 2013年3月23日（頒獎典禮）                          | 第12屆東京動畫賞                   | 年度動畫                    | 《狼的孩子雨和雪》                             | 獲獎   | [ 120 ] [ 121 ]         |
| 2013年3月23日（頒獎典禮）                          | 第12屆東京動畫賞                   | 国内劇場部門 優秀作品獎     | 《狼的孩子雨和雪》                             | 獲獎   | [ 120 ] [ 121 ]         |
| 2013年3月23日（頒獎典禮）                          | 第12屆東京動畫賞                   | 导演獎                      | 細田守（《狼的孩子雨和雪》）                   | 獲獎   | [ 120 ] [ 121 ]         |
| 2013年3月23日（頒獎典禮）                          | 第12屆東京動畫賞                   | 脚本獎                      | 奥寺佐渡子、細田守（《狼的孩子雨和雪》）       | 獲獎   | [ 120 ] [ 121 ]         |
| 2013年3月23日（頒獎典禮）                          | 第12屆東京動畫賞                   | 美術獎                      | 大野廣司（《狼的孩子雨和雪》、《給小桃的信》） | 獲獎   | [ 120 ] [ 121 ]         |
| 2013年3月23日（頒獎典禮）                          | 第12屆東京動畫賞                   | 人物设计獎                  | 貞本義行（《狼的孩子雨和雪》）                 | 獲獎   | [ 120 ] [ 121 ]         |
| 2013年5月2日（頒獎典禮）                           | 第22屆日本電影影評人大獎           | 動畫作品獎                  | 《狼的孩子雨和雪》                             | 獲獎   | [ 122 ] [ 123 ] [ 124 ] |
| 2013年6月15日                                      | 第22屆日本業內人士電影大賞         | 十大最佳電影                | 《狼的孩子雨和雪》                             | 第10名 | [ 125 ]                 |

### 國外地區
| 日期          | 國別   | 獎項/活動/頒獎單位               | 類別                           | 獲獎或入圍者       | 結果 | 来源    |
| ------------- | ------ | -------------------------------- | ------------------------------ | ------------------ | ---- | ------- |
| 2012年        | 西班牙 | 第45屆錫切斯電影節               | 最佳動畫長片（亞洲組）         | 《狼的孩子雨和雪》 | 獲獎 | [ 126 ] |
| 2012年        | 不適用 | iTunes Store Best of 2012        | 最佳專輯（電影原聲帶）         | 《狼的孩子雨和雪》 | 獲獎 | [ 127 ] |
| 2012年        | 挪威   | 南方電影節                       | 銀鏡獎                         | 《狼的孩子雨和雪》 | 獲獎 | [ 128 ] |
| 2012年        | 挪威   | 南方電影節                       | 觀眾獎                         | 《狼的孩子雨和雪》 | 獲獎 | [ 128 ] |
| 2012年8月22日 | 香港   | 香港夏日國際電影節               | 不適用                         | 《狼的孩子雨和雪》 | 入選 | [ 129 ] |
| 2012年10月    | 加拿大 | 第41屆蒙特婁新電影節             | 觀眾獎                         | 《狼的孩子雨和雪》 | 獲獎 | :273    |
| 2013年        | 不適用 | 札格瑞布國際動畫電影節           | 官方競賽片                     | 《狼的孩子雨和雪》 | 入選 | :273    |
| 2013年        | 荷蘭   | 第29屆阿姆斯特丹奇幻影展         | 黑鬱金香獎（最佳奇幻長篇電影） | 《狼的孩子雨和雪》 | 獲獎 | :273    |
| 2013年        | 美國   | 第16屆紐約兒童國際影展（NYICFF） | 觀眾獎                         | 《狼的孩子雨和雪》 | 獲獎 | [ 131 ] |
| 2014年        | 美國   | 家用媒體雜誌獎                   | 最佳日本動畫光碟               | 《狼的孩子雨和雪》 | 獲獎 | [ 132 ] |

## 後續和現實影響
《狼的孩子雨和雪》獲得迴響後，細田守以電影上映期間兒子的誕生為契機，偕同製作團隊著手創作《怪物的孩子》。奧寺佐渡子和細田守維持多年編劇合作關係，但是細田守在製作《怪物的孩子》時採用親自編導的創作模式，本作也成為最後一部由奧寺佐渡子擔任主要編劇的細田守的作品。
電影的發行也對作為取景地的富山縣上市町產生影響，2022年8月，日本登山社群交流平台「YAMAP」在電影上映滿10周年時發起「《狼的孩子》造林專案」（映画『おおかみこどもの雨と雪』の森づくりプロジェクト），募款在作為電影舞台的進行植樹活動，打造能持續生長100年的硬木林，細田守在出席植樹活動時稱透過本片能讓人們理解當地的孩子們如何成長與他們的成長環境，還有當地自然環境未來的模樣。該項造林專案啟動後，上市町固定在該自然公園舉辦植樹活動。2024年7月19日，作為電影中女主角花與孩子們住宅取景地的「山崎家住宅」，被日本文化審議會列為國家有形文化財。

## 相關書籍
漫畫
2012年3月4日宣布本作將於上映前先推出漫畫版，於角川書店出版的漫畫月刊《Young Ace》2012年5月號（2012年4月4日發售）開始連載，優負責作畫，單行本全3冊。該作也是優的出道作。
| 卷數 | 角川書店      | 角川書店               | 台灣角川      | 台灣角川               |
| 卷數 | 發售日期      | ISBN                   | 發售日期      | ISBN                   |
| ---- | ------------- | ---------------------- | ------------- | ---------------------- |
| 1    | 2012年7月11日 | ISBN 978-4-04-120321-7 | 2013年2月16日 | ISBN 978-986-325-219-1 |
| 2    | 2013年2月28日 | ISBN 978-4-04-120620-1 | 2013年9月27日 | ISBN 978-986-325-613-7 |
| 3    | 2013年8月31日 | ISBN 978-4-04-120771-0 | 2014年4月3日  | ISBN 978-986-325-919-0 |

另有改編4格漫畫從《Comptiq》2012年6月號開始連載至2013年4月號，作者是美水鏡，未發行單行本，僅收錄在作者出版的畫集《美水鏡畫集 幸運星》（暫譯）。
小說
原著小說由導演細田守編寫，由KADOKAWA在旗下多個文庫出版。小說至今已賣出70至80萬冊:35，其中角川文庫出版的文庫版貢獻了超過50萬冊的銷量:220。
- 作者：細田守（角川文庫）

| 卷數 | 角川書店      | 角川書店               | 上海譯文出版社 | 上海譯文出版社         |
| 卷數 | 發售日期      | ISBN                   | 發售日期       | ISBN                   |
| ---- | ------------- | ---------------------- | -------------- | ---------------------- |
| 全   | 2012年6月22日 | ISBN 978-4-04-100323-7 | 2014年8月1日   | ISBN 978-75-3276-722-9 |

- 作者：細田守、封面插畫：貞本義行、內頁插畫：（角川翼文庫）

| 卷數 | 角川書店      | 角川書店               |
| 卷數 | 發售日期      | ISBN                   |
| ---- | ------------- | ---------------------- |
| 全   | 2012年7月12日 | ISBN 978-4-04-631248-8 |

- 作者：細田守、角色原案：貞本義行、內頁插畫：烏羽雨（角川Sneakers文庫）

| 卷數 | 角川書店      | 角川書店               | 台灣角川      | 台灣角川               |
| 卷數 | 發售日期      | ISBN                   | 發售日期      | ISBN                   |
| ---- | ------------- | ---------------------- | ------------- | ---------------------- |
| 全   | 2012年7月31日 | ISBN 978-4-04-100392-3 | 2013年5月28日 | ISBN 978-986-325-257-3 |

其他書籍
- 角川動畫繪本 狼的孩子雨和雪（暫譯）

| 卷數 | 角川書店      | 角川書店               |
| 卷數 | 發售日期      | ISBN                   |
| ---- | ------------- | ---------------------- |
| 全   | 2012年7月12日 | ISBN 978-4-04-110247-3 |

- 狼的孩子雨和雪公式集 如花一般（暫譯）

| 卷數 | 角川書店      | 角川書店               |
| 卷數 | 發售日期      | ISBN                   |
| ---- | ------------- | ---------------------- |
| 全   | 2012年7月19日 | ISBN 978-4-04-110248-0 |

- 狼的孩子雨和雪ARTBOOK（暫譯）

| 卷數 | 角川書店      | 角川書店               |
| 卷數 | 發售日期      | ISBN                   |
| ---- | ------------- | ---------------------- |
| 全   | 2012年8月23日 | ISBN 978-4-04-110286-2 |

## 備註
1. ↑  細田守執筆的小說版第一章提及，由於雪和雨變成狼型的嚎叫，導致鄰居向房東投訴花打擾安寧；兒童諮詢所則為姊弟倆從未接受健康檢查和接種預防針登門訪查，並因為花拒絕讓訪談人員觀察孩子的狀態，將花當成有忽視和虐待兒童的嫌疑[5]
2. ↑  雖然細田沒有明確表示，但外界推測他指的童謠應該是昭和6年的童謠《禮物三個》，由西條八十作詞，中山晉平作曲[34][35]。完整歌詞見[35]。
3. ↑  為日本電視台和地圖工作室組成的「有限責任合夥」（Limited Liability Partnership，縮寫LLP）[10]:31。
4. ↑  原文：
5. ↑  原文：
6. ↑  原文：
7. ↑  原文：
8. ↑  原文：
9. ↑  原文：
10. ↑  原文：
11. ↑  與《庸才》、《希望之國（日语：希望の国）》的導演園子溫同票數並列。
12. ↑  「AMD」是頒獎單位數位媒體協會（日语：デジタルメディア協会）的英文名稱「Association of Media in Digital」的縮寫；該獎項意在表揚「年度最佳的數位作品」。
13. ↑  譯註：原文為「日本映画プロフェッショナル大賞」，「プロフェッショナル」為英文「professional」的假名寫法，意思是「職業的、專業的、同行中的」。也有資料較直白地譯作「日本電影專業大賞」，但該獎項的評審多由電影界相關人士擔任，故翻譯為「日本業內人士電影大賞」更為貼切。

## 額外資料
- . . 2012-07-18  [2020-12-23]. （原始内容存档于2021-04-11） （日语）.

## 外部連結
- 「狼的孩子雨和雪」官方網站 （页面存档备份，存于）（日語）
- 「狼的孩子雨和雪」官方網站（繁體中文）（页面存档备份，存于），普威爾國際提供
- 狼的孩子雨和雪的X（前Twitter）（日語）
- Metacritic上《狼的孩子雨和雪》的資料（英文）
- 互联网电影数据库（IMDb）上《狼的孩子雨和雪》的资料（英文）
- 豆瓣电影上《狼的孩子雨和雪》的資料 （简体中文）
- 爛番茄上《狼的孩子雨和雪》的資料（英文）